# Ваташи (Телеорман)
Ваташи (рум. Vătași) насеље је у Румунији у округу Телеорман у општини Поени. Oпштина се налази на надморској висини од 136 m.

## Становништво
Према подацима из 2002. године у насељу је живело 460 становника, од којих су сви румунске националности.